# Малая Забайкальская железная дорога
Малая Забайкальская детская железная дорога (Читинская Детская Железная Дорога) — детская железная дорога в Чите, структурное подразделение Забайкальской железной дороги — филиала ОАО «Российские железные дороги». Функционирует с 11 августа 1974 года (фактическое открытие сообщения между станциями Спортивная и Пионерская — 2 сентября 1971 года). В 1981 году была признана лучшей детской железной дорогой среди 44-х существовавших на тот момент.
Начальником на 2022 год является Неверов Сергей Владимирович

## История
Вдохновителем и организатором создания Читинской детской железной дороги был начальник Забайкальской железной дороги Василий Петрович Калиничев.
16 мая 1971 года на берегу реки Читинки состоялся митинг, посвящённый началу строительства детской железной дороги. В строительстве участвовали курсанты технической школы, студенты Читинского железнодорожного техникума, работники всех железнодорожных предприятий узла Чита.
Читинская детская железная дорога была открыта 2 сентября 1971 года, в тот же день приняв первых пассажиров. ДЖД имела две станции - Спортивная и Пионерская. Протяжённость составляла 3,5 км, движение осуществлялось одним поездом. 
Летом 1972 года на дороге прошли практику шестьсот юных железнодорожников Читы и линейных станций. Было перевезено почти двадцать тысяч пассажиров. Коллективу под руководством Владимира Петровича Талдыкина пришлось немало потрудиться в этот год по обучению ребят и организации работы дороги.
В дальнейшем начальниками работали Лавринайтис В. В., Васильев В. И., Чупров В. В., Пермяков С. В., Гилев В. Н., Матафонова Н. В.
В 1974 году ввиду строительства мемориального комплекса «Парк победы» на месте расположения детской железной дороги она была перестроена и октрыта вновь. Станция Пионерская была разобрана. Практически весь путь был проложен заново, от прежней дороги осталась лишь станция Спортивная и первый километр пути. Теперь движение осуществлялось вдоль реки Читы до городского посёлка  «Каштак», в котором находилась станция Комсомольская. Протяжённость составила почти 6 км. Вскоре была построена и остановочная платформа Солнечная.  
В 1978 году между двумя станциями был построен разъезд Северный. Это дало возможность ездить двумя поездами со скрещением по разъезду.
В 1979 году юные железнодорожники получили новый учебный корпус и локомотивное депо.
В 2000 году Забайкальская железная дорога отмечала 100-летний юбилей. К этому событию был построен комплекс зданий по проекту 1913 года, в который вошли здание станции Спортивная, будка стрелочника, водогрейка, пожарный сарай и церковь Николая Чудотворца. В связи с реконструкцией станция Спортивная была переименована в станцию Поречье, станция Комсомольская в станцию Луговую.
В 2009 году из-за строительства новой автодороги по улице Ковыльной был демонтирован участок протяжённостью 2 километра, разобрана станция Луговая. Разъезд Северный стал конечным пунктом и с этого момента именовался станцией Северной.
В 2010 году на почётный пьедестал был установлен тепловоз ТУ2-122, отработавший на детской железной дороге почти 40 лет (в настоящее время заменён на тепловоз ТУ2-208).
В третьем квартале 2011 года началась реконструкция детской железной дороги. В 2012 году по плану реконструкции были сданы учебный и гостиничный корпуса. Согласно плану реконструкции была проведена замена верхнего строения пути на станции Поречье, заменены рельсы с Р-43 на Р-65, уложены железобетонные шпалы. На территории станции проведено благоустройство с укладкой тротуарной плитки, установкой навеса на пассажирской платформе.
В июле 2013 года Читинская детская железная дорога принимала гостей и участников IX Ассамблеи начальников железных дорог.
1 октября 2013 года Читинской детской железной дороге присвоено имя Калиничева Василия Петровича (1926—2013), под руководством которого была построена Читинская детская железная дорога.
За 50 лет работы на Читинской детской железной дороге прошли обучение около тринадцати тысяч юных железнодорожников. Большинство из них поступили в учебные заведения и на предприятия железнодорожного транспорта.

## Характеристика Читинской детской железной дороги

### Длина
Общая протяжённость 3,75 км, длина эксплуатируемого участка 3,75 км, ширина колеи 750 мм.

### Путевое развитие
Читинская детская железная дорога имеет 2 станции: «Поречье» и «Северная», между ними платформа «Солнечная» (фактически разобрана).

### Подвижной состав
Подвижной состав включает в себя тепловозы ТУ7А-3354, ТУ10-012, ТУ10-027, З пассажирских вагона ПВ40, 6 пассажирских вагонов ВП750, 2 полувагона, 2 грузовых платформы, 1 крытый вагон (фактически разобран).
Ранее эксплуатировались тепловозы ТУ2-069, ТУ2-122,  ТУ2-208, ТУ7А-3199, ТУ7А-3214. Также в эксплуатации ранее находились 12 вагонов Pafawag, 21 грузовой вагон, в том числе 1 цистерна, 8 пассажирских вагонов ПВ40.

### Сигнализация и связь
Станции Поречье и Северная оборудованы ключевой зависимостью стрелок и сигналов, поездной и межстанционной радиосвязью, входными и выходными светофорами.
На станции Северная пути и стрелочные секции оборудованы изолирующими стыками.

### Стрелочные переводы
Станция Поречье № 1, 2, 3, 4, 5, 7, 9 — ручные, станция Северная № 1, 2 — ручные, на ст. Поречье № 1, 3, 5 и ст. Северная № 2 — оборудованы замками системы Мелентьева.

### Сооружения
На станции Поречье имеются здание вокзала, локомотивное депо, путь № 3 оборудован смотровой канавой для ремонта и обслуживания подвижного состава и электрическими домкратами в размере 4 шт. грузоподъёмностью по 25 тонн.
На станции Северная имеются пост дежурного по станции (ДСП мобильного типа) и детская игровая площадка.
На перегоне Поречье — Северная: 2 моста, 7 водопропускных труб.

## Стоимость проезда на 2023 год
- Взрослый билет в один конец — 120 рублей
- Детский билет в один конец (детям до 3-х лет бесплатно) — 60 рублей